# Sergej Tcherepanov
Sergej Tcherepanov (russisch Сергей Черепанов; * 1967 in Zelinograd) ist ein in Deutschland tätiger russischer Orgel- und Cembalodozent sowie Kirchenmusiker.

## Leben und Wirken
Sergej Tcherepanov wurde 1967 im Norden Kasachstans (damals UdSSR) geboren. Sein Musikstudium absolvierte er am Tschaikowsky-Konservatorium in Moskau im Fach Klavier bei Viktor Merzhanow, im Fach Orgel bei Natalia Gureewa und Alexander Fiseisky. Er besuchte weitere Meisterkurse für Orgel und Cembalo und wirkte in verschiedenen Ensembles für Alte Musik mit, unter anderem arbeitete er mit Alexej Lübimov und Juri Baschmet.
Sein Orgelstudium setzte er 1997 in Deutschland bei Martin Haselböck an der Musikhochschule Lübeck fort, das Konzertexamenstudium führte er von 2000 bis 2002 an der Musikhochschule Hamburg bei Wolfgang Zerer durch. Es folgten weitere Studien an historischen Orgeln bei Martin Böcker (Stade) und Harald Vogel und Meisterkurse in Paris bei Jean Guillou und Olivier Latry.
Von 2000 bis 2003 war er Organist an der Arp-Schnitger-Orgel in Steinkirchen bei Hamburg. Seit 2002 ist er Dozent für Orgelspiel und Klavierbegleitung an der Musikhochschule Lübeck. Seit 2003 wirkt er als Kirchenmusiker und Organist an der Petrikirche zu Bosau am Plöner See und ist gleichzeitig künstlerischer Leiter der jährlich stattfindenden Bosauer Sommerkonzerte. 2009 rief er die erfolgreiche Internationale Sommerakademie Bosau ins Leben, an der Meisterkurse in den Fächern Orgel, Cembalo, Oboe und Barockvioline angeboten wurden. Diese Akademie soll ebenfalls jährlich parallel zu den Sommerkonzerten durchgeführt werden.
Sergej Tcherepanovs solistische Konzerttätigkeit führt ihn regelmäßig nach Russland und in andere GUS-Staaten sowie in weitere Länder Europas. Neben der Tätigkeit als Juror bei Orgelwettbewerben unterrichtete er in mehreren GUS-Staaten als Gastdozent für Orgel und Cembalo. Es entstanden mehrere TV- und CD-Aufnahmen.

## Auszeichnungen
Im Jahre 1997 gewann Sergej Tcherepanov den 34. Wettbewerb der Lübecker Possehl-Stiftung, im Jahre 2000 erhielt er den Preis der Arp-Schnitger-Gesellschaft, danach weitere Preise in Deutschland und Südafrika.